# Andrew Foster
Andrew Foster (* 16. März 1972 in Stoke-on-Trent, England) ist ein ehemaliger britischer Tennisspieler.

## Karriere
Ab 1989 trat Andrew Foster in den Juniorenkategorien der Grand-Slam-Turniere an, konnte hier jedoch keine nennenswerten Erfolge verbuchen.
Im Seniorenbereich trat er in Wimbledon 1992 zum ersten Mal an, verlor aber seine Erstrundenpartie. Ein Jahr später verbuchte er seinen größten Erfolg im Einzel, als er als Wildcard nach Siegen über Thomas Enqvist, Luis-Enrique Herrera und Andrei Olchowski ins Achtelfinale gelangte. Dort musste er sich dem Weltranglistenersten und späteren Turniersieger Pete Sampras geschlagen geben. Ansonsten konnte er auf Ebene der ATP World Tour kaum Matchsiege im Einzel für sich verbuchen. Auch bei Challenger-Turnieren erreichte er in seiner Karriere nur ein Finale, das er in Bristol gegen seinen Landsmann Jeremy Bates verlor.
Im Doppel gelangen ihm auf Challengerebene vier Titel. 1992 gewann er mit Nick Brown seinen ersten Titel in Bangalore. Danach folgten zwischen 1994 und 1996 drei weitere Titel an der Seite von Danny Sapsford. Auf Ebene der World Tour war sein bestes Ergebnis die Halbfinalteilnahme in Tel Aviv an der Seite von Stefano Pescosolido im Jahr 1993, wo sie gegen die Turniersieger Sergio Casal und Emilio Sánchez. In Wimbledon kassierte er mit seinen Partner zwischen 1992 und 1998 sieben Jahre in Folge eine Erstrundenniederlage, über die erste Runde kam er nie hinaus.
Nach 1998 spielte Foster keine hochklassigen Turniere mehr. Später arbeitete er als Tennistrainer.

## Erfolge

### Doppel

#### Turniersiege
| Nr. | Datum            | Turnier   | Belag     | Partner        | Finalgegner                    | Ergebnis      |
| --- | ---------------- | --------- | --------- | -------------- | ------------------------------ | ------------- |
| 1.  | 27. Januar 1992  | Bangalore | Sand      | Nick Brown     | Xavier Daufresne César Kist    | 7:6, 3:6, 7:5 |
| 2.  | 19. Oktober 1994 | Jakarta   | Hartplatz | Danny Sapsford | Mahesh Bhupathi Leander Paes   | kampflos      |
| 3.  | 24. Juli 1995    | Newcastle | Hartplatz | Danny Sapsford | Nebojša Đorđević Lorenzo Manta | 3:6, 6:1, 6:2 |
| 4.  | 4. März 1996     | Bromma    | Hartplatz | Danny Sapsford | Lan Bale Brent Haygarth        | 6:3, 6:1      |